# SpVgg Neckarelz
SpVgg Neckarelz is een Duitse sportvereniging uit Mosbach, meer specifiek het stadsdeel Neckarelz in het noorden van de deelstaat Baden-Württemberg. De vereniging werd in 1921 als FV Neckarelz opgericht en biedt diverse sporten aan haar leden.
De club heeft aan bekendheid gewonnen door het veroveren van de titel in Oberliga Baden-Württemberg in het seizoen 2012/2013, waardoor de club in het seizoen 2013/2104 zal aantreden in de Regionalliga Südwest, het vierde niveau in Duitsland. In het eerste seizoen eindigde de club op een negende plaats. In april 2016 maakte de club bekend geen licentie voor de Regionalliga voor 2016/17 aan te vragen om financiële redenen en het feit dat er nog geen 500 toeschouwers per wedstrijd kwamen kijken gemiddeld, echter zou de club aan het einde van het seizoen als voorlaatste sowieso gedegradeerde zijn. In 2017 degradeerde de club opnieuw. In 2018 volgde een tweede degradatie op rij. 
De thuiswedstrijden worden sinds 1963 afgewerkt in het Elzstadion, dat aan 4500 toeschouwers plaats biedt, waarvan 1000 overdekte staanplaatsen.

## Successen
- Bekerwinnaar Baden: 2009
- Kampioen Verbandsliga Baden: 2010
- Kampioen Oberliga Baden-Württemberg: 2013

## Weblinks
- Homepage van de vereniging[dode link]
- Officiële website van de voetbalafdeling van de club

VfB Bretten ·
1. FC Bruchsal · 
VfB Eppingen ·
FV Fortuna Heddesheim ·
VfR Gommersbach ·
SG HD Kirchheim ·
SV Waldhof Mannheim II ·
1. FC Mühlhausen ·
SpVgg Neckarelz ·
GU Türkische SV Pforzheimn ·
TSV 05 Reichenbach ·
SV Spielberg ·
FC Astoria Walldorf II ·
TSG Weinheim ·
DJK FC Ziegelhausen-Peterstal ·
FC Zuzenhausen